# Игор Серроте
Игор Эдуардо Шлемпер (порт.-браз. Igor Eduardo Schlemper); более известный, как Игор Серроте (порт.-браз. Igor Serrote) род. 1 марта 2005, Балнеариу-Камбориу, Санта-Катарина) — бразильский футболист, полузащитник клуба «Гремио».

## Клубная карьера
Серроте — воспитанник клуба «Гремио». 29 сентября 2024 года в матче против «Ботафого» он дебютировал в бразильской Серии A.

## Международная карьера
В 2025 году Серроте в составе молодёжной сборной Бразилии принял участие в молодёжном чемпионате Южной Америки в Венесуэле. На турнире он сыграл в матчах против команд Уругвая, Боливии, Эквадора, Чили, а также дважды Аргентины и Колумбии.

## Достижения
Клубные
 «Гремио»
- Победитель чемпионата штата Риу-Гранди-ду-Сул — 2024

Международные
 Бразилия (до 20)
- Победитель молодёжного чемпионата Южной Америки — 2025